# King Peak
King Peak náleží s nadmořskou výškou 5 173 metrů k nejvyšším horám Severní Ameriky. Současně je také čtvrtou nejvyšší horou Kanady a čtvrtou nejvyšší horou pohoří sv. Eliáše.
Hora leží v teritoriu Yukon, v blízkosti hranice s Aljaškou, ve středo-jižní části pohoří, něco přes 10 kilometrů západně od Mount Logan.
King Peak se nachází na území Národního parku Kluane. První výstup byl uskutečněn roku 1952 studenty z Aljašské univerzity.